# Ludwig Bürchner
Ludwig Bürchner (* 29. November 1858 in Landshut; † 1. September 1927 in München) war ein deutscher Althistoriker und Gymnasiallehrer.

## Leben
Ludwig Bürchner studierte an der Universität Erlangen Geschichte und Klassische Philologie und wurde 1885 zum Dr. phil. promoviert. Anschließend ging er an das Luitpold-Gymnasium in München, wo er zum Gymnasialprofessor ernannt wurde. 1903 wählte ihn das Österreichische Archäologische Institut zum korrespondierenden Mitglied.
Bürchner beschäftigte sich seit seinem Studium mit der historischen Geographie der Mittelmeerländer und des Nahen Ostens. Seine Forschungsergebnisse veröffentlichte er in mehreren Aufsätzen und hunderten Artikeln, die er seit 1894 für die Realencyclopädie der classischen Altertumswissenschaft verfasste. Seine Studien beruhten häufig auf Autopsie, denn er bereiste mehrmals Griechenland und Kleinasien. Die griechische Regierung unter Georg I. zeichnete ihn 1908 mit dem Offizierskreuz des Erlöser-Ordens aus. Bürchner war auch Ehrenbürger von Tigani auf der Insel Samos.
Bürchner war Alter Herr des Philologisch-Historischen Vereins München im Naumburger Kartellverband, der heutigen Wissenschaftlichen Verbindung Palladia.

## Schriften (Auswahl)
- Die Besiedelung der Küsten des Pontos Euxeinos durch die Milesier. Kempten 1885 (= Dissertation).
- O Alibanistos / Der Kirchenscheue. Görlitz 1917.